# Santiago Escallier
Santiago José Escallier (Buenos Aires, 15 de enero de 2002) es un gimnasta de Argentina. Obtuvo la medalla de bronce en los Juegos Olímpicos de la Juventud de Buenos Aires 2018 en la especialidad trampolín.

## Trayectoria
En los juegos de Buenos Aires de 2018 formó parte del equipo Oksan Chusovitina Negro, que clasificó tercero obteniendo la medalla de bronce. Él participó en la prueba de trampolín.